# Azai Nagamasa
 (septembre 2016).
Si vous disposez d'ouvrages ou d'articles de référence ou si vous connaissez des sites web de qualité traitant du thème abordé ici, merci de compléter l'article en donnant les références utiles à sa vérifiabilité et en les liant à la section « Notes et références ».
Azai Nagamasa (浅井長政, né en 1545, mort le 26 septembre 1573) est un daimyo de la province d'Ōmi de la période Sengoku.

## Jeunesse et Mariage
Fils de Azai Hisamasa et de Ono-dono, il est le troisième et ultime gouvernant du clan Azai. C'est en 1560 qu'il hérite du pouvoir quand son père est poussé par plusieurs de ses obligés à céder sa place. Néanmoins ce dernier garde beaucoup d'influence sur le clan.
En 1564, Nagamasa épouse la sœur du daimyo Oda Nobunaga, Oichi no Kata, dont il a un fils et trois filles.

## Guerre et Conflits
En 1570, Oda Nobunaga déclare la guerre au clan Asakura ; les Asakura étant des alliés de longue date des Azai, ceux-ci entrent en conflit contre Nobunaga. On dit que Azai Nagamasa se serait opposé à cette entrée en guerre, ne voulant pas divorcer d'Oichi no Kata et ayant proposé de rester neutre dans le conflit. Malgré tout, son père qui garde du pouvoir dans le clan et qui n'aime pas Oda Nobunaga s'y oppose et Azai Nagamasa ne peut recueillir suffisamment de soutien pour éviter la guerre.
En 1570, les clans Asakura et Azai sont vaincus par Oda Nobunaga à la bataille d'Anegawa.
Durant l'été 1573, Nobunaga Oda assiège le château de Nagamasa à Odani. Les Asakura expédient des renforts mais sont chassés par les troupes du Clan Oda. N'ayant aucune chance de sortir victorieux, Azai Nagamasa envoie sa femme et ses filles à Nobunaga et se fait seppuku. Son fils, Manpukumaru est aussi passé par le fil de l'épée.
Selon la légende, Oda Nobunaga aurait gardé les crânes de Azai Nagamasa, Azai Hisamasa et Asakura Yoshikage pour en faire des tasses.

## Famille
- Père : Azai Hisamasa (1526-1573), fils de Azai Sukemasa, deuxième chef du clan Azai.
- Mère : Ono-dono (1527-1573), femme d'Omi, capturée par le clan Oda.
- Sœurs :    
  - Aku-hime (1538-1585), nonne.
  - Omi no kata, à la base fille d'Azai Sukemasa mais adoptée par son frère Hisamasa, mariée à Yoshitatsu Saito.
  - Daini no tsubone, femme de Yoshimi Rokkaku.
  - Maria Kyōgoku (1543-1582), épouse de Takayoshi Kyōgoku et mère de Tatsuko Kyōgoku.
- Frères :
  - Masayuki Azai (?-1570), mort à la bataille d'Anegawa.
  - Masashimoto Azai (1548-1573), mort au siège d'Odani.
- Femmes :
  - Fille de Sadatake Hirai.
  - Oichi no Kata (1547-1583), sœur d'Oda Nobunaga, elle épouse Katsuie Shibata en 1582.
  - Yae no Kata (concubine).
- Enfants :
  - Manpukumaru Azai (1564 ?-1573).
  - Chacha, ou Yodo-dono (1569-1614), concubine de Hideyoshi Toyotomi et mère de son héritier Hideyori Toyotomi, morte lors du siège d'Osaka.
  - Hatsu (1570-1633), épouse son cousin, le daimyo Takatsugu Kyogoku.
  - Gō ou Oeyo (1573-1626), épouse d'abord son cousin maternel Saji Kazunari, puis Toyotomi Hidekatsu, le neveu de Hideyoshi et enfin Hidetada Tokugawa, fils de Ieyasu Tokugawa et le deuxième shogun Tokugawa, elle est la mère de ses sept enfants dont Iemitsu Tokugawa, le troisième shogun et Kazu-ko, mère de l'imperatrice Meisho, ce qui fait de Nagamasa le grand-père d'un shogun et l'arrière-grand-père d'une impératrice.
  - Kisu no tsubone, femme de chambre de Kyōgoku Tatsuko et peut-être concubine de Hideyoshi.
  - Gyobukyo no tsubone, femme de chambre de Sen-hime (une des filles de Oeyo et mariée à Hideyori Toyotomi).

## Apparition moderne
- Asai Nagamassa apparaît dans le jeu vidéo Kessen 3, où il est un homme tiraillé par son devoir envers le clan Asakura et son amour pour sa femme Oichi.
- Azai Nagamassa apparaît dans la série de jeux vidéo Samurai Warriors.
- Azai Nagamasa est aussi un personnage de fiction, jeune seigneur de la guerre brave et impétueux, dans le manga Sengoku Basara.
- Azai Nagasama apparaît dans l'épisode 7 du manga Boku Wa Tomodachi Ga Sukunai.
- Il apparaît dans la taiga drama Gō:Hime-tachi no Sengoku, basée sur la vie de sa fille ; son rôle est joué par Saburō Tokitō.